# Martim Francisco Ribeiro de Andrada (neto)
Martim Francisco Ribeiro de Andrada (São Paulo, 11 de fevereiro de 1853 — Rio de Janeiro, 20 de abril de 1927) foi um advogado, escritor e político brasileiro.
Pertence à terceira geração dos Andrada e terceiro deste nome. Era filho do segundo Martim Francisco e de Anna Benvinda Bueno de Andrada. Pelo lado paterno era neto do conselheiro Martim Francisco Ribeiro de Andrada.
Formou-se em direito em São Paulo na Faculdade do Largo de São Francisco. Cedo manifestou atração pelo jornalismo, desde estudante escreveu para a "Imprensa Acadêmica" (1871) e para "A Crença" (1873), órgão republicano. Exerceu a advocacia, foi membro do Partido Liberal e deputado provincial duas vezes por São Paulo (1878 - 1879), deputado geral do Império (1881) e presidente da província do Espírito Santo, nomeado por carta imperial de 27 de novembro de 1882, de 9 de dezembro de 1882 a 26 de abril de 1883.
Alinhou-se ao movimento republicano e foi redator do jornal "O Provinciano". No início da república foi senador estadual e secretário da Fazenda de São Paulo e constituinte estadual por São Paulo (1891), deputado federal (1909), afastando-se do país e da política dedicou-se à História e a advocacia.
Federalista, foi preso em razão da acirrada oposição que fez a Floriano Peixoto, em artigo na imprensa chegou a defender a separação de São Paulo do resto do país. Escritor, publicou: Rindo (1919); Contribuindo (1921);  Gracejando e no Juri de Araras (1920). Entusiasmou-se pela Revolução de 1924 em São Paulo.
Era casado com Úrsula da Silva Lima, neta do Barão de Itapemirim, que conheceu quando de sua estadia naquela província.